# セイヨウアブラナ

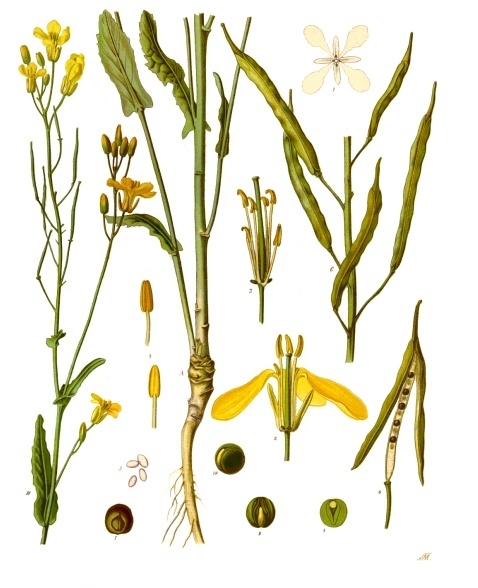
Brassica napus

セイヨウアブラナ（学名：Brassica napus、英名：rapeseed、仏名：colza）は、アブラナ科アブラナ属の二年生植物。食用油の原料として、世界中で広く栽培されている。英語では、白菜等の仲間である近縁種Braasica rapaに由来する語rapeと表記される。しかし、近年では「rape」という単語が持つネガティブなイメージを避けるためか、キャノーラ品種を意味する語canolaをセイヨウアブラナ全体を指す語として用いるケースが多い。
日本在来種のアブラナ（学名：B. rapa var. nippo-oleifera）とは別種で、染色体の数がアブラナの10対に対し、19対ある。

## 分布
原産地は北ヨーロッパからシベリアにかけての海岸地帯で、日本には明治時代初期に導入された。早春、堤防や河川敷で開花している菜の花はカラシナであり、セイヨウアブラナではない。

## 特徴
草丈は30-150 cm。類似のセイヨウカラシナとは、葉柄がなく茎を抱くことで見分けられる。在来種とは、葉が厚く茎が粉っぽい白味を帯びていること、花が大きく（1 cm以上）萼片が開かず斜めに立ちあがり花弁に接していることで見分けられる。
ゲノム構成は、ブラッシカ・ラパ（B. rapa）とヤセイカンラン（B. oleracea）のゲノムを2セットずつ持つ複二倍体である。

## 利用
収量が多いため、油や肥料の原料として全国的に栽培が奨励され、油料系植物としてはほぼ在来種 (B. rapa var. nippo-oleifera) に置き換わっている。種子は黒く、在来種の赤種に対し黒種と呼ぶことがある。
食用にもなるが、在来種より固いうえ成長した葉はロウ質の白粉で覆われ、食べられるのは芽生えてすぐの部分に限られる。芯摘菜、かぶれ菜、のらぼう菜などが、野菜利用例とみられ、知名度の高い「三重なばな」も、食用に選抜されたセイヨウアブラナである。

## 栽培
日本国内の栽培面積では北海道が最大である。中でも空知地方が特に多く、作付面積で日本一の滝川市のほか、近年は岩見沢市と美唄市もそれに迫る勢いで栽培が増えている。次いで青森県が多く、先述の滝川市と作付面積日本一の座を長年競っている横浜町が有名。このほか秋田県や福島県も作付けが大きい。

### 作付面積
| No.           | 2006年 ha   | 2007年 ha   | 2008年 ha | 2009年 ha | 2010年 ha   | 2011年 ha   | 2012年 ha          | 2013年 ha   | 2014年 ha        | 2015年 ha        | 2016年 ha          | 2017年 ha  | 2018年 ha  | 2019年 ha    |
| ------------- | ----------- | ----------- | --------- | --------- | ----------- | ----------- | ------------------ | ----------- | ---------------- | ---------------- | ------------------ | ---------- | ---------- | ------------ |
| 1             | 青森県 174  | 秋田県 163  |           |           | 北海道 425  | 北海道 502  | 北海道 407         | 北海道 430  | 北海道 404       | 北海道 603       | 北海道 884         | 北海道 938 | 北海道 971 | 北海道 1,030 |
| 2             | 北海道 154  | 青森県 153  |           |           | 青森県 229  | 青森県 191  | 青森県 242         | 青森県 218  | 青森県 246       | 青森県 249       | 青森県 271         | 青森県 270 | 青森県 270 | 青森県 193   |
| 3             | 福島県 74   | 北海道 151  |           |           | 秋田県 133  | 秋田県 114  | 秋田県 133         | 秋田県 145  | 秋田県 88        | 福島県 117       | 福島県 114         | 福島県 106 | 福島県 116 | 福島県 94    |
| 4             | 鹿児島県 58 | 熊本県 70   |           |           | 熊本県 102  | 熊本県 108  | 熊本県 97          | 熊本県 91   | 熊本県 74        | 秋田県 72        | 秋田県 109         | 秋田県 82  | 熊本県 58  | 秋田県 76    |
| 5             | 秋田県 55   | 福島県 66   |           |           | 福島県 94   | 福島県 67   | 福島県 58          | 福島県 61   | 福島県 67        | 熊本県 65        | 熊本県 59          | 三重県 63  | 三重県 56  | 三重県 50    |
| 6             | 愛知県 42   | 鹿児島県 52 |           |           | 鹿児島県 56 | 鹿児島県 59 | 福岡県 54          | 福岡県 56   | 三重県 福岡県 51 | 福岡県 43        | 三重県 49          | 熊本県 54  | 秋田県 47  | 熊本県 42    |
| 7             | 熊本県 31   | 愛知県 48   |           |           | 富山県 53   | 三重県 51   | 三重県 52          | 三重県 54   |                  | 愛知県 三重県 40 | 宮城県 47          | 大分県 45  | 愛知県 42  | 愛知県 40    |
| 8             | 岐阜県 27   | 奈良県 36   |           |           | 滋賀県 45   | 宮崎県 44   | 岩手県 鹿児島県 41 | 愛知県 42   | 岩手県 40        |                  | 福岡県 43          | 宮城県 44  | 大分県 36  | 滋賀県 36    |
| 9             | 滋賀県 27   | 岐阜県 27   |           |           | 福岡県 45   | 福岡県 43   |                    | 岩手県 39   | 愛知県 37        | 鹿児島県 32      | 大分県 鹿児島県 32 | 愛知県 38  | 福岡県 35  | 大分県 35    |
| 10            | 富山県 19   | 滋賀県 27   |           |           | 岩手県 39   | 富山県 38   | 栃木県 38          | 鹿児島県 32 | 鹿児島県 35      | 愛知県 42        | -                  | 愛知県 35  | 宮城県 34  | 福岡県 33    |
| 国内 作付面積 | 799         | 989         |           |           | 1,690       | 1,700       | 1,610              | 1,590       | 1,470            | 1,620            | 1,980              | 1,980      | 1,920      | 1,900        |

### 生産量
ナタネが農業者戸別所得補償制度の戦略作物に指定されたことにより、2010年より全国の生産量が報告されるようになった。
| No.         | 2006年 t        | 2007年 t    | 2008年 t | 2009年 t | 2010年 t    | 2011年 t    | 2012年 t    | 2013年 t    | 2014年 t           | 2015年 t     | 2016年 t         | 2017年 t                | 2018年 t           | 2019年 t         |
| ----------- | --------------- | ----------- | -------- | -------- | ----------- | ----------- | ----------- | ----------- | ------------------ | ------------ | ---------------- | ----------------------- | ------------------ | ---------------- |
| 1           | 北海道 344      | 北海道 469  |          |          | 北海道 600  | 北海道 949  | 北海道 887  | 北海道 791  | 北海道 824         | 北海道 1,860 | 北海道 2,480     | 北海道 2,580            | 北海道 2,390       | 北海道 3,230     |
| 2           | 青森県 320      | 青森県 245  |          |          | 青森県 268  | 青森県 340  | 青森県 165  | 青森県 351  | 青森県 435         | 青森県 767   | 青森県 640       | 青森県 535              | 青森県 429         | 青森県 380       |
| 3           | 鹿児島県 50     | 鹿児島県 53 |          |          | 熊本県 83   | 熊本県 97   | 熊本県 75   | 福岡県 86   | 福岡県 67          | 福岡県 53    | 福島県 47        | 福岡県 45               | 福島県 31          | 福島県 48        |
| 4           | 滋賀県 36       | 秋田県 47   |          |          | 福岡県 71   | 鹿児島県 77 | 秋田県 65   | 熊本県 56   | 熊本県 50          | 福島県 43    | 福岡県 46        | 滋賀県 41               | 熊本県 30          | 滋賀県 福岡県 44 |
| 5           | 長野県 26       | 熊本県 31   |          |          | 秋田県 69   | 福岡県 76   | 福岡県 61   | 秋田県 51   | 秋田県 鹿児島県 41 | 秋田県 40    | 秋田県 45        | 三重県 38               | 福岡県 28          | -                |
| 6           | 福島県 14       | 滋賀県 30   |          |          | 鹿児島県 55 | 秋田県 50   | 鹿児島県 47 | 鹿児島県 47 | -                  | 熊本県 39    | 三重県 38        | 福島県 愛知県 大分県 32 | 秋田県 23          | 熊本県 40        |
| 7           | 愛知県 14       | 富山県 24   |          |          | 滋賀県 41   | 宮崎県 44   | 岩手県 39   | 愛知県 36   | 愛知県 37          | 滋賀県 31    | 滋賀県 熊本県 35 | -                       | 滋賀県 20          | 秋田県 31        |
| 8           | 岩手県 12       | 愛知県 24   |          |          | 岩手県 36   | 岩手県 29   | 長野県 32   | 三重県 35   | 滋賀県 28          | 長野県 25    | -                | -                       | 愛知県 鹿児島県 19 | 佐賀県 28        |
| 9           | 福岡県 11       | 岩手県 20   |          |          | 福島県 33   | 長野県 23   | 滋賀県 27   | 宮崎県 35   | 三重県 27          | 愛知県 23    | 長野県 愛知県 30 | 熊本県 28               | -                  | 鹿児島県 26      |
| 10          | 熊本県 岡山県 8 | 福岡県 15   |          |          | 宮崎県 32   | 愛知県 21   | 宮崎県 24   | 滋賀県 33   | 岩手県 福島県 25   | 岩手県 22    | -                | 秋田県 27               | 佐賀県 18          | 愛知県 24        |
| 国内 生産量 | 900             | 1,058       |          |          | 1,570       | 1,950       | 1,870       | 1,770       | 1,780              | 3,100        | 3,630            | 3,740                   | 3,120              | 3,230            |

## 品種
日本国内の主な食油用向け（エルシン酸が含まれていない）品種は以下の通りである。
- キザキノナタネ：寒冷地、寒地向き無エルシン酸品種。北海道及び青森県の奨励品種であり、北海道、青森県の他、秋田県で栽培されている国内作付け１位の品種である。
- アサカノナタネ：寒冷地南部向きの無エルシン酸品種。福島県の奨励品種であり、主に同県で栽培されている。
- キラリボシ：寒冷地南部向きのダブルロー品種で、山形県の認定品種であり、主に同県で栽培されている。
- ななしきぶ：温暖地向きの無エルシン酸品種。滋賀県が選定した品種で主に同県で栽培されている。
- キタノキラメキ：寒地（北海道）向き無エルシン酸品種。
- ななはるか：暖地（九州）向き無エルシン酸品種。
- きらきら銀河：寒冷地(東北)向き、多収・高油分のダブルロー品種。

アサカノナタネは日本初の無エルシン酸品種としてなたね農林46号と命名認定された。つまり、それ以前の農林45号まではエルシン酸が含まれている品種であり、食油用には適さない。また、ななはるかは農林50号であり、現段階でなたねの51番以降の農林番号品種はない。
アサカノナタネおよびキザキノナタネは品種登録期間が終了し、知的財産権は存在しない。品種名が付してあっても、由来のわからない種子を購入・使用して、病害を発生させた例がある。

## 日本国外のナタネに関する話題
日本は菜種油原料として、カナダから消費量216万トンの99%以上を輸入している(自給率0.04%)。カナダでは、遺伝子組換え品種が優占しており、日本の消費者の関心が高い。
アブラナ科の植物は、交雑しやすい性質をもち、同種はもちろん他種の花粉でも受粉し、結実する傾向があるが、交雑植物体は不稔であり、組み換え遺伝子が永続する心配はない。したがって、製油のため輸入された除草剤耐性セイヨウアブラナが野生化し、その花粉による他のアブラナ科野菜類への影響が指摘されているが、市民団体による調査でも得られた組み換え植物は落ち種からの発芽であり、組み換え遺伝子が永続している例はない。。
カナダなどで、非GM作物を生産する農場にGM作物が侵入し、訴訟になっており（正確にはGM特許をもつ企業が、農家を無断栽培として訴えた）、品種の維持管理ができない農家側の敗訴の例が多い。
欧州連合（EU）の欧州食品安全機関（EFSA）は、GM（遺伝子組み換え）ナタネのこぼれ落ちを科学的にレビューした結果、固有の環境リスクは認められないとする論文を発表した。
カナダ等の農場内の野良生えGMナタネは、輪作体系においてイネ科植物の栽培に用いられる除草剤MCPソーダ塩により根絶される。また、組換えナタネ由来の植物油に対する人体への健康被害等は全く報告されていない。カナダでは、組換えキャノーラ油は健康油として利用されている。
チェルノブイリ原子力発電所事故のホットスポットであるウクライナジトームィル州のナロジチ地区では、日本のNPO法人により、ナタネを栽培して、放射性セシウム(Cs137)及びストロンチウム(Sr90)を除去する試みが続けられている。